# Josip Korošec
Josip Korošec, slovenski arheolog in profesor na ljubljanski univerzi, * 13. oktober 1909, Ljubljana, † 11. marec 1966, Ljubljana.

## Življenjepis
Korošec je leta 1936 diplomiral na beograjski filozofski fakulteti iz klasične filologije in se nato specializiral  v Pragi kjer je 1939 na Karlovi univerzi tudi doktoriral z disertacijo Ljubljansko barje v prazgodovini. Od leta 1939 do 1945 je bil kustos Zemaljskega muzeja v Sarajevu, do 1947 Mestnega muzeja na Ptuju, od 1947 saprva izredni nato od 1951 pa redni profesor za prazgodovinsko in staroslovansk arheologijo na ljubljanski filozofski fakulteti (FF). V študijskem letu 1952/1953 je bil dekan FF v Ljubljani, od 1948 dopisni član JAZU (zdaj HAZU) v Zagrebu, od 1954 dopisni član arheološkega inštituta v Berlinu, od 1960 inštituta za prazgodovino in protozgodovino v Firencah. Bil je ustanovitelj in prvi profesor  prazgodovinske in staroslovenske katedre na Arheološkem oddelku FF v Ljubljani, pri njem so doktorirali mnogi poznejši vodilni jugoslovanski arheologi. Prof. Korošec je bil leta 1948 začetnik Sekcije za arheologijo Zgodovinskega inštituta SAZU (sedaj Inštitut za arheologijo ZRC SAZU), ustanovitelj Arheološkega vestnika (1950), prve in vodilne slovenske arheološke revije in bil 10 let njen urednik. Prof. Korošec  je s svojim delom slovensko arheologijo po letu 1945 organiziral in postavil na nove temelje ter bil vse do smrti njen vodilni predstavnik.

## Delo
Prof. Korošec se je posvečal predvsem staroslovenski arheologiji, neolitiku in eneolitiku. V obeh vejah je vodil širom Jugoslavije številna izkopavanja: Na Ptuju, v Ljubljani, v Danilu pri Šibeniku kjer je odkril novo kulturo (Danilo in danilska kultura, 1964), v Drulovki pri Kranju, na Ljubljanskem barju (Prazgodovinsko kolišče pri Blatni Brezovici, 1963), v Amzabegovu (preistoriska naselba Barutnica kaj Amzibegovo vo makedonija, Prilep, 1973) in druga.
Prof. Korošec je o vseh izkopavanjih sproti poročal. Njegovo publicistično delo obsega 13 knjig, 116 razprav, 106 knjižnih ocen in 20 drugih pregledov. Zelo pomembno je njegovo delo Uvod v materialno kulturo Slovanov zgodnjega srednjeda veka (1952).